# 盐汽水

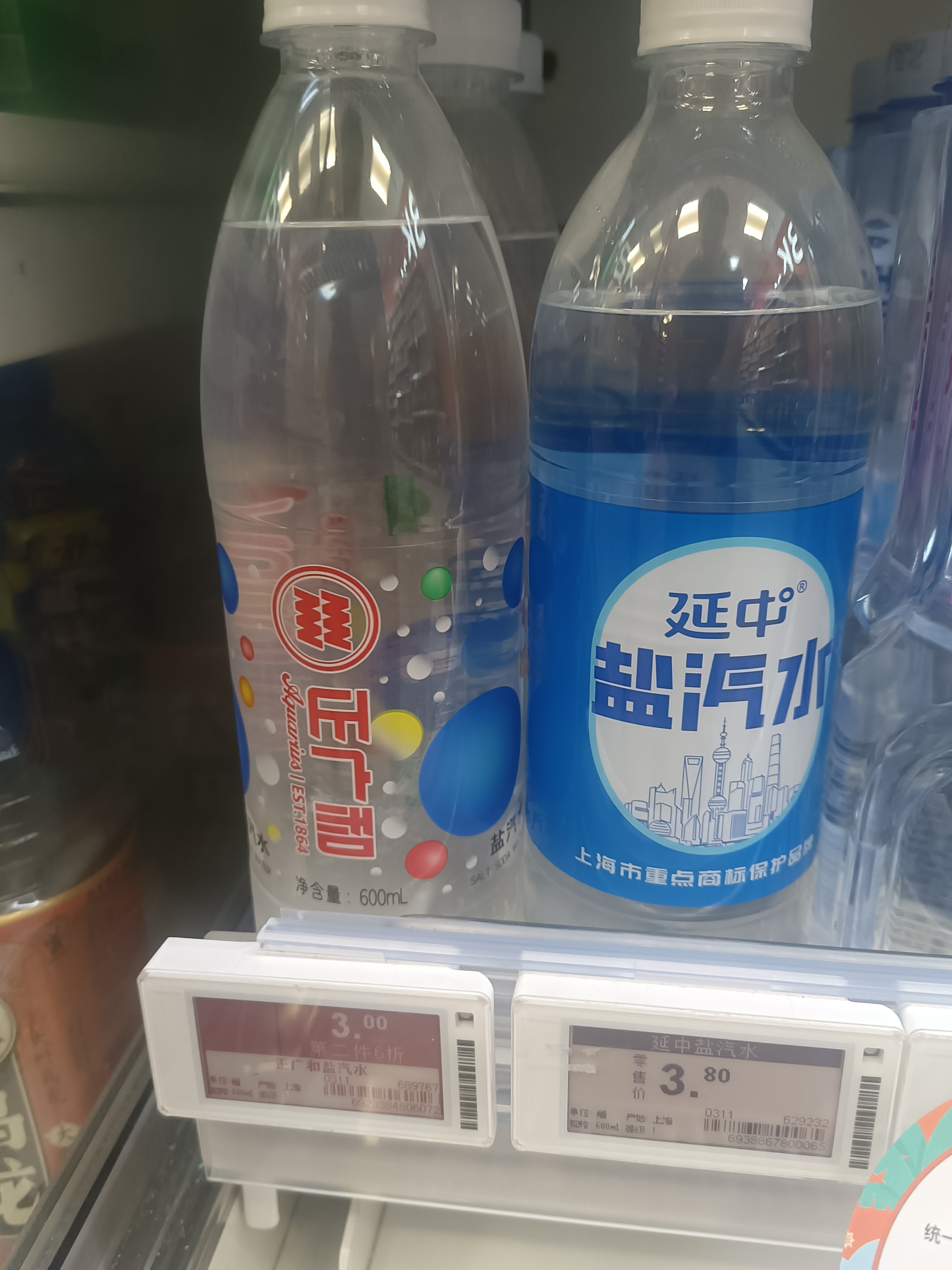
超市中销售的正广和（左）、延中（右）盐汽水

盐汽水是一种含有食盐的碳酸饮料，最早源于苏联制的片剂，1950年代引进中华人民共和国并改为含二氧化碳的汽水，为高温作业工人的消暑饮品，现主要在上海市及周边地区流行。

## 历史
1952年，天津钢厂为解决高温环境下工人大量流汗缺盐的问题，“学习苏联经验”自制片剂，配方为食盐2.5克、小苏打（碳酸氢钠）0.78克、酒石酸0.72克、糖精0.02克，使用时加水溶解成饮料。登文推广后，因其他地方缺部分原料，又去除了碳酸氢钠的成分，酒石酸改为0.6克柠檬酸，另加微量橘子油充当香料；由于不含汽，称为“含盐清凉饮料”。具体配比上，吴襄、顾学箕等学者试验后认为，苏联版本的0.5%含盐量不适合中国人，将含盐量降至0.2%左右。1956年，上海市汽水厂首次生产含二氧化碳的正广和盐汽水，当年夏季售出26万打（一打为12瓶）；1957年夏季尚未开始，订货就已经达76万打。由于供不应求，各地盐汽水作为劳防用品，只向一线高温作业工人发放；一些大型工厂也自建盐汽水车间，自产盐汽水向工人发放:防暑降温与防寒保暖。1959年，经过上海市副市长曹荻秋批准、40余家单位协助攻关，上海汽水厂建成两条盐汽水生产流水线，经过改进和调试于1962年达到了每分钟120瓶的设计产能，改革开放后产线进一步增加至6条:工艺技术。随着产能扩大，盐汽水不再为特定岗位工人专享，逐步在市场上普及。
1988年，可口可乐公司和上海申美公司合资成立饮料品牌雪菲力，盐汽水是其主要产品之一；1997年，上海另一本土品牌延中开始生产盐汽水，经过多年发展已达到45%市场占有率。至此盐汽水领域形成延中、正广和、雪菲力三分天下的现状。根据天猫超市统计，2018年夏季的半个月中，该平台销售了500万瓶盐汽水，销量超过可口可乐，而其中大部分（约400万瓶）销往上海。

## 成分
正广和盐汽水现用的配料表为：水、白砂糖、精盐、柠檬酸、苯甲酸钠、香精、二氧化碳:374。

## 健康影响
糖尿病患者饮用蔗糖或果葡糖浆制作的盐汽水可引发血糖升高。另外，不规范生产的盐汽水可能含有重金属或细菌，造成肠胃不适。

## 流行文化
- 在电视剧《爱情公寓》中，有一句经典台词“我一口盐汽水喷死你”[11]。